# Kubinskaja
Kubinskaja (ros. Кубинская) – wieś w Rosji, w rejonie wożegodskim obwodu wołogodzkiego. W 2010 r. liczyła 13 mieszkańców.